# Abraxas

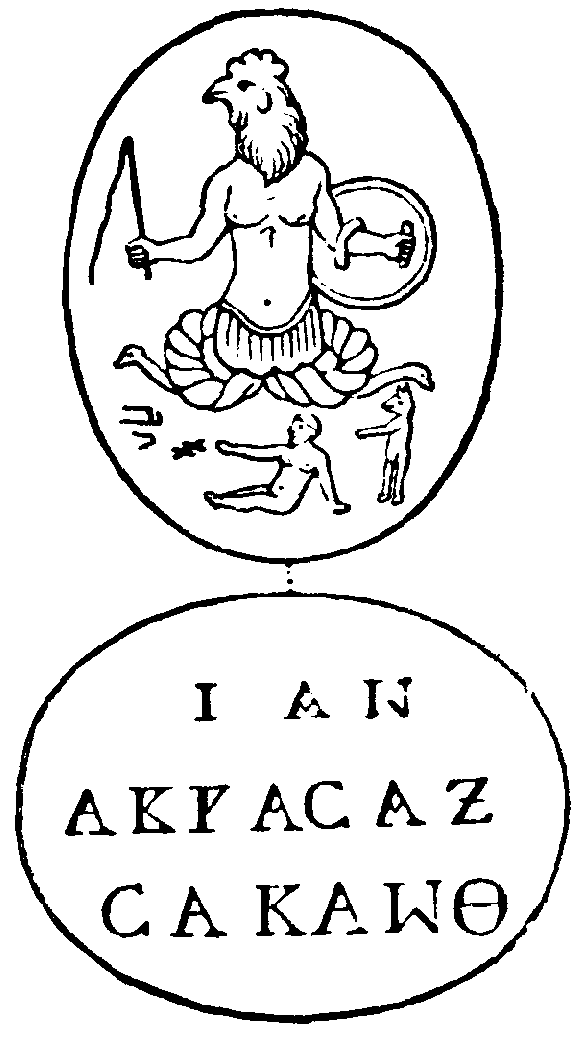
Verso e recto di un talismano d'epoca ellenistica con la divinità e la scritta «IAN ABRASAZ SAKAŌTh»

La parola Abraxás (o Abrasáx o Abracax), d'incerta etimologia, è stata ritrovata su pietre e gemme usate come talismani magici. Divinità di origine gnostico-mitraica, rappresenta principalmente la mediazione fra l'umanità e il dio Sole, o fra la terra e il cielo.
Presso la tradizione persiana arriva a simboleggiare l'unione/totalità fra Ahura Mazdā ed Angra Mainyu, ossia tra bene e male.

## Fonti e interpretazioni
Il nome si trova principalmente in testi gnostici. Il suo principale o più antico significato simbolico è altamente discusso, e spesso le opinioni divergono a seconda delle diverse implicazioni religiose che vengono di volta in volta considerate. Di Abraxas abbiamo fonti sia dirette che indirette.
Indirettamente furono alcuni Padri della Chiesa a conservare e a documentare le teorie di alcune scuole gnostiche, criticandole e tacciandole di eresia. In generale, i padri della Chiesa che combatterono tali presunte eresie consideravano Abraxas una forma del culto di Satana/Shaitan.
Le principali fonti dirette invece sono alcuni testi del primo e più antico gnosticismo facenti parte dei codici di Nag Hammâdi (il Vangelo degli Egiziani e l'Apocalisse d'Adamo). Quest'ultimo rotolo ci rivela che Abraxas è un grandissimo Eone, per cui nella cosmologia gnostica il suo sarebbe il nome del Dio altissimo, ovvero il Padre Ingenerato, o quantomeno una sua manifestazione.
Altri però, tra cui George Mead, autore di uno studio e un'attenta interpretazione dei testi gnostici, mostrano riserve sulla natura di Abraxas quale Dio Supremo. Studi recenti lo presentano piuttosto come un mediatore tra quest'ultimo e l'ordine celeste del cosmo, di cui presiede al governo.

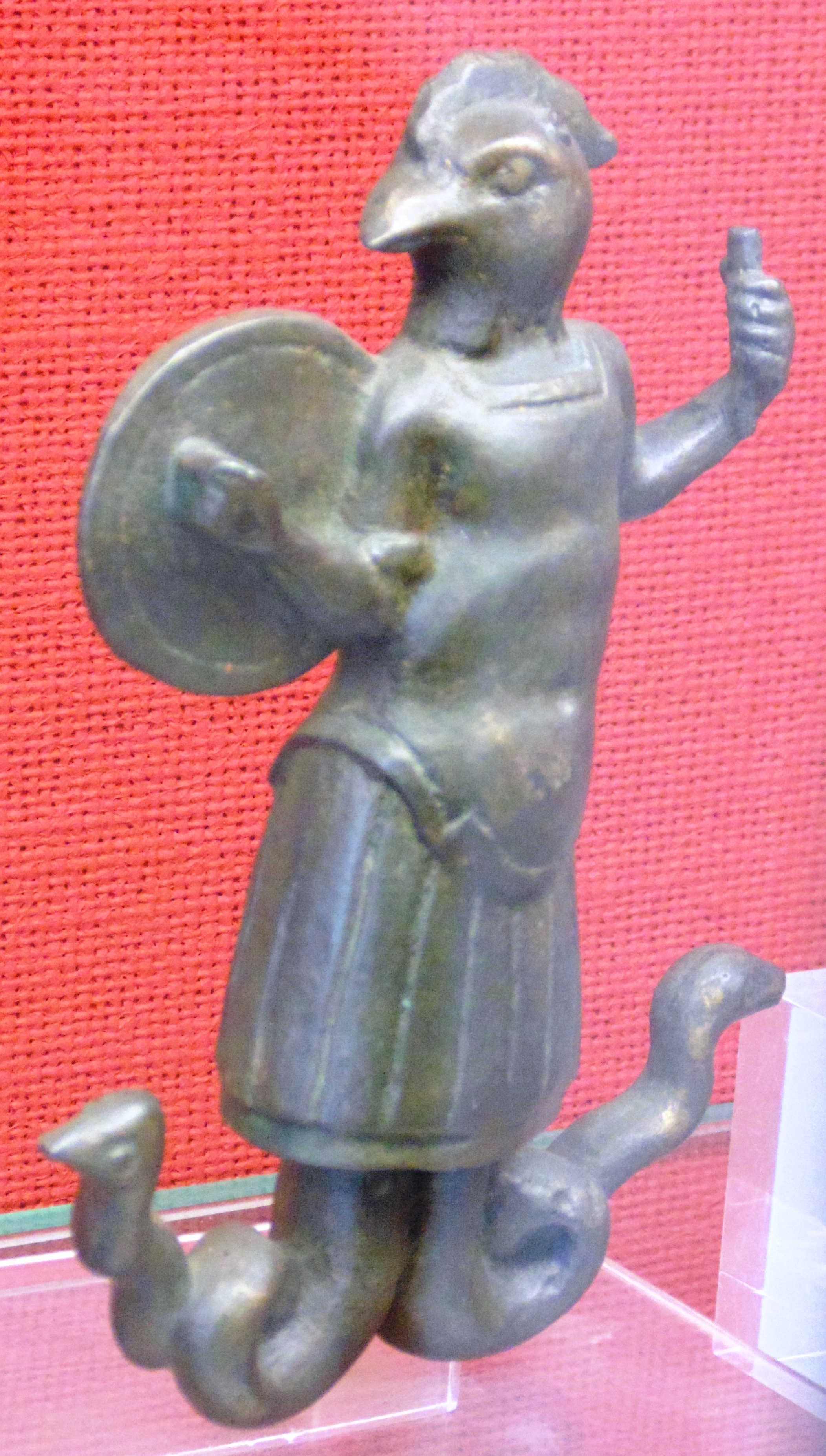
Statuetta votiva raffigurante Abraxas (Museo del Louvre)

Il nome si trova anche in successivi manoscritti greci di carattere magico (alchemico-esoterico); lo si può inoltre trovar impresso su talismani come auspicio di potenza ed invincibilità.
In quelli a noi rinvenuti Abraxas è spesso raffigurato con la testa di un gallo o di un leone, e il corpo di un uomo con la parte inferiore composta da due serpenti, mentre regge nella mano destra un bastone o un correggiato, e nella sinistra uno scudo tondo o ovale.
Secondo alcuni religiosi si sarebbe trattato di un altro nome del Cristo.
In età medievale, il dio compare nell'opera mistica intitolata: Sefer Raziel HaMalakh (Libro dell'angelo Raziel). 
In base ad alcune teorie, la parola abracadabra deriverebbe da Abraxas, sebbene esistano altre spiegazioni.

## Significato numerico
Il nome si riteneva avesse un potere apotropaico, attribuito al valore numerico delle sue sette lettere che sommate, secondo la numerazione greca, davano il numero 365 (α=1 β=2 ρ=100 α=1 ξ=60 α=1 σ=200). Secondo lo gnostico Basilide, 365 era il numero uguale ai cieli o strati di cui era costituito l'universo fisico.
In questa concezione, intrisa di neoplatonismo, ogni cielo è governato da un dio, ricevendone l'influsso in maniera affine alla visione astrologica. Ascendendo da un cielo a quello superiore, aumenta la perfezione della divinità. I cieli sono 365. Abraxas corrisponderebbe al primo di questi cieli, quello supremo, mentre, all'opposto, gli gnostici tendevano ad identificare il Dio veterotestamentario (Yaweh) con la potenza inferiore del Demiurgo, la più bassa.
Jorge Luis Borges riferisce la credenza di alcune correnti gnostiche  secondo cui, per valicare un cielo si dovesse conoscere il nome del dio che lo governava. Dato il numero di cieli, questo trasformava la credenza in una sorta di mnemotecnica. In seguito la successione dei nomi si ridusse a uno solo, Abraxas, reggitore del cielo più alto.

## Natura ambigua di Abraxas

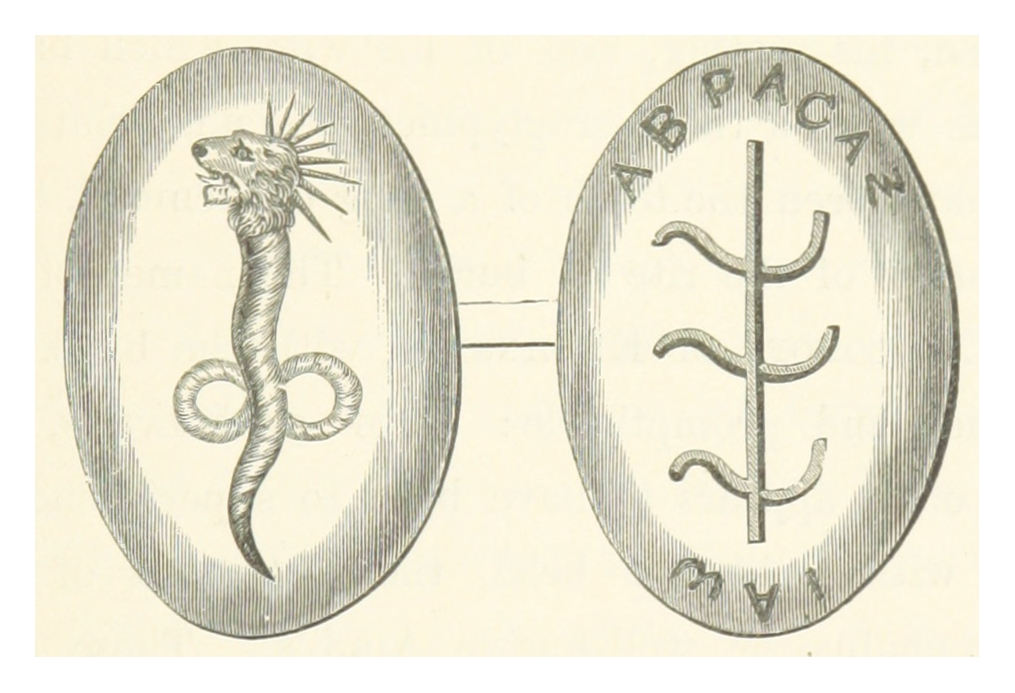
Riproduzione del 1851 delle facce di un talismano dedicato ad Abraxas

La natura ambigua di Abraxas deriva dal fatto che, oltre ad essere indicato come il Sommo Eone divino, reggitore del mondo celeste, gli venivano attribuiti anche caratteri demoniaci, in parte dovuti alla polemica antignostica di autori cristiani, come Ireneo e Ippolito, che riferiscono di un trattato esegetico del maestro gnostico Basilide, descrivendo Abraxas come il supremo degli Arconti, potenze avide e tiranniche.
Studi recenti, basati anche su fonti letterarie dirette, presentano Abraxas come una divinità intermedia, situata tra un Dio superiore ed occulto, appartenente al Pleroma («Pienezza»), ed il mondo creato dagli Arconti, a cui essa sovrintende svolgendo una funzione ordinatrice.
Si tratterebbe quindi di una figura sottoposta al Dio dello Spirito, di cui è la manifestazione eonica, almeno secondo gli insegnamenti di Basilide, per quanto in un altro trattato gnostico, Apokryphon Johannis, anche la figura negativa del Demiurgo, creatore del mondo materiale e identificato dagli gnostici col Dio dell'Antico Testamento, appare descritto con le stesse sembianze di Abraxas, cioè con una testa leonina e un corpo di serpente.
Il contrasto fra l'Abraxas inteso ora come demone o Demiurgo (accostato a Yaweh), ora come divinità benevola e suprema, ispirò lo psicanalista Carl Jung, che vide in lui l'archetipo della neoplatonica coincidentia oppositorum («coincidenza degli opposti» in Dio).
(Carl Gustav Jung, Sette discorsi ai morti, 1916 )

## Citazioni nei romanzi e nella cultura di massa
(Hermann Hesse, Demian, 1919)
- Abraxas è nominato nel romanzo di formazione Demian (1919) di Hermann Hesse
- Abraxas è una collana della casa editrice Mimesis Edizioni dedicata allo studio della gnosi
- Abraxas è il nome del Dio supremo citato da Jung in I sette sermoni dei morti
- Abraxas (o Abraxa) è uno pseudonimo dietro cui si cela l'esoterista Ercole Quadrelli nelle pubblicazioni del Gruppo di UR (1927-29)
- In Favola di Venezia (1977) di Hugo Pratt viene nominato Abraxas con riferimento ad un contesto massonico
- Abraxas è un personaggio dei fumetti Marvel
- Nella serie a fumetti Dylan Dog, il padre e nemesi del protagonista è un essere apparentemente immortale che si fa chiamare Xabaras, dichiaratamente un anagramma di Abraxas (considerato nel senso demoniaco e non in quello gnostico)
- Abraxas è un album di Carlos Santana
- Abraxas è una band progressive rock degli anni novanta
- Nella serie di Harry Potter di J. K. Rowling, Abraxas è il nome del padre di Lucius Malfoy, nonché nome di una razza di cavalli alati nel medesimo mondo fittizio
- Abraxas è un demone che compare nella serie televisiva Streghe (Charmed). Nell'episodio 2x01 "L'anniversario" (Witch Trial) le sorelle affrontano il Demone Abraxas che, cancellando gli incantesimi dal Libro delle Ombre, riporta in vita alcuni nemici sconfitti in passato
- Abraxas è un demone che appare in alcune puntate della serie Supernatural
- Abraxas è una canzone del gruppo gothic metal Therion, contenuta nell'album Lemuria
- Abraxas è il nome del virus che infetta il mondo virtuale di Tron in Tron: Evolution
- Abraxas viene nominato in una canzone degli Alkaline Trio, Lead Poisoning
- Abraxas è un personaggio creato da Jennifer Schecter, una delle protagoniste della serie The L Word
- Abraxas viene nominato nella graphic novel di Glyn Dillon Il nao di Brown
- Abraxas è nominato nel romanzo di William Gaddis "Le perizie" edizione Italiana Arnoldo Mondadori 1967
- Abraxas è un coffee shop ad Amsterdam
- Abraxas è un romanzo breve: Diario di Abraxas - di Jo Ronco - Genesi Editrice
- Abrasax è il cognome di una intera dinastia nel film Jupiter Ascending[13]
- Abraxas è una graphic novel di Nicolò Pellizzon formata da una raccolta di racconti brevi
- Abraxas è il termine che appare nel WINGS short film Awake e in altri video correlati all'album Wings della k-pop band sudcoreana BTS
- Abraxa è il nome dell'isola conquistata da Utopo e poi rinominata dallo stesso Utopia. Utopia di Tommaso Moro. Edizione Demetra, Giugno 1995
- Abraxas è il nome di un complesso di palazzi e monumenti nella periferia di Parigi costruito negli anni '70 dall'architetto catalano Ricardo Bofill. Il complesso monumentale è stato utilizzato come set del film Hunger Games 2
- "Abraxas" viene citato nel pezzo "Questo Pianeta" dall'album Musica per bambini del cantautore italiano Rancore
- Abraxas: la magia del tamburo. Il culto dimenticato del dio cosmico, dallo sciamanesimo alla Gnosi è il primo libro del professor Igor Caputo, proprietario della libreria Arethusa di Torino
- La congettura di Abraxas è una dimostrazione matematica risolta da uno dei protagonisti della serie televisiva Apple Fondazione
- Nel videogioco Life Is Strange: Double Exposure "Abraxas" è il nome di una società segreta [14]
- Nella canzone "Denaro (feat. Simba La Rue)" di Kid Yugi, proveniente dall'album "I nomi del diavolo".